# 1188 Gothlandia
1188 Gothlandia är en asteroid i huvudbältet som upptäcktes den 30 september 1930 av den spanske astronomen Josep Comas i Solà vid Observatori Fabra i Barcelona. Asteroidens preliminära beteckning var 1930 SB. Asteroiden fick sedan namn efter Gothlandia, det gamla namnet för regionen Katalonien i nordöstra Spanien.
Den tillhör asteroidgruppen Flora.
Gothlandias senaste periheliepassage skedde den 2 juli 2021.[Uppdatering behövs] Dess rotationstid har beräknats till 3,49 timmar.